# Феудвар
Феудвар је археолошки локалитет код Мошорина у општини Тител. У питању је утврђење градинског типа, на ободу Тителског брега. Настало је у средњем бронзаном добу и трајало до завршетка старијег гвозденог доба, до доласка Келта.

## Историјат
Истраживања на локалитету Феудвар почела су 1986. године и трајала су до 1990. године. Био је то међународни пројекат који је Војвођански музеј реализовао у сарадњи са Семинаром за праисторију и протоисторију Слободног универзитета у Берлину. У току пет кампања истражена је површина од око 1.900 m2. Спроведена археолошка истраживања дала су значајне резултате који су омогућили реконструкцију живота на подручју Тителског платоа. 
Насеље Феудвар је било утврђено великим одбрамбеним бедемом са очуваном једном капијом, а око бедема су се налазила два дубока рова, који су чинили додатно обезбеђење овог утврђења. Истражено је и насеље из времена раног бронзаног доба, што је омогућило увид у развојне фазе ватинске културе.
У току истраживања насеља на Феудвару 1987. године откривена је некропола на локалитету Стубарлија, чије је истраживање обављено 1992-1994. године. Већина истражених гробова припада периоду бронзаног доба, док свега пет скелтених гробова припада самом крају гвозденог доба.

## Збирка Феудвар у Музеју Војводине
Збирка се састоји од керамичких производа, коштаних и кремених алатки, и мањег броја бронзаних предмета.
Мноштво добро очуваних керамичких посуда чини је једном од репрезентативних представника ватинске културе бронзаног доба, као и босутске културе старијег гвозденог доба. Најрепрезентативнији материјал је изложен на сталној поставци Музеја Војводине.
Идол са локалитета Стубарлија, нађен у урни са остацима спаљеног покојника, везан је непосредно за култ мртвих. Посредно се ове статуете односе на култ плодности, симболизујући врховно женско божанство плодности и вегетације. Фигурине имају додирних тачака са ритуалном праксом источномедитеранског културног круга и микенског света.